# Жигалкін Павло Іванович
Павло Іванович Жигалкін (21 лютого 1938, село Селечня, Суземський район, Брянська область — 3 лютого 2015, Харків) — радянський та український вчений-правознавець, кандидат юридичних наук (1974), професор (1991), член-кореспондент Національної академії правових наук України (1993). Фахівець у галузі трудового права.
У 1980-х роках був деканом прокурорсько-слідчого факультету, згодом завідувачем (1986—2002) та професором (2002—2012) кафедри трудового права Харківського юридичного інституту (Національний юридичний університет імені Ярослава Мудрого).

## Біографія
Павло Жигалкін народився 21 лютого 1938 року в селі Селечня Суземського району Брянської області. Здобув освіту в Чистяковському гірничому технікумі, після закінчення якого з 1957 по 1963 працював гірським майстром, а потім проходив термінову службу в Збройних силах СРСР.
Після демобілізації вступив до Харківського юридичного інституту (ХЮІ), який закінчив з відзнакою 1967 року. Після закінчення ХЮІ Жигалкін почав працювати асистентом на кафедрі трудового права цього вишу. Потім послідовно обіймав посади старшого викладача та доцента на цій же кафедрі.
За різними даними або з 1980 по 1982 або з 1985 по 1986 Павло Іванович був деканом прокурорського-слідчого факультету ХЮІ. У листопаді 1986 (за іншими даними у 1987) року Павло Іванович став завідувачем кафедри трудового права ХЮІ (з 1991 року - Українська юридична академія, з 1995 - Національна юридична академія України імені Ярослава Мудрого). Аж до листопада 2002 року продовжував очолювати цю кафедру, після чого працював на ній професором (за іншими даними очолював кафедру до 2000 року, а з 2001 року був професором цієї кафедри). У вересні 2012 року Жигалкін вийшов на пенсію.
Павло Іванович Жигалкін помер 3 лютого 2015 року в Харкові. Прощання з професором Жигалкіним пройшло 5 лютого на 13-му міському цвинтарі Харкова.

## Наукова діяльність
П. І. Жигалкін займався дослідженням проблеми вдосконалення юридичного здійснення гарантій права на працю в умовах ринкової економіки та проблеми угод у трудовому праві. У 1974 році Павло Жигалкін захистив дисертацію на тему «Правове регулювання термінів у трудових відносинах» на здобуття наукового ступеня кандидата юридичних наук. 1978 року йому було надано вчене звання доцента, а 1991 року — професора. У 1993 році Павла Івановича Жигалкіна було обрано членом-кореспондентом Академії правових наук України (з 2010 — Національна академія правових наук України).
Займався науково-практичною роботою. Брав участь у роботі над проєктами Кодексу законів про працю України (1993 року) та Законів України «Про вищу освіту» та «Про статус та соціальний захист інвалідів». 1994 року Жигалкін був включений до складу Науково-консультативної ради при Верховному Суді України.
Займався підготовкою вчених-юристів, став науковим керівником для десяти претендентів наукового ступеня кандидата юридичних наук. Серед його учнів були: С. Прилипко, А.Слюсарь, В.В. Єрьоменко, О.Н. Ярошенко, Д.М. Кравцов, А.А. Яковлев, Ф.А. Цесарський та А.О. Мовчан. Певний час був науковим керівником студентського гуртка, який працював при кафедрі трудового права.
Був автором і співавтором більш ніж 120 опублікованих наукових праць, основними серед яких були: «Трудове право в забезпеченні стабільності кадрів» (1977, монографія), «Радянське трудове право» (1981, співавтор підручника), «Науково-практичні рекомендації та нормативно-правові акти з трудового законодавства» (1990, співавтор і редактор посібника), «Довідник підприємця України» (1993, співавтор), «Основи держави й права» (1997, співавтор), «Науково-практичний коментар до Закону »Про відпустки«» (1997, співавтор), «Основи держави й права» (1997, співавтор), «Основи держави та права» (укр. «Основи держави і права»; 1999, співавтор), «Актуальні питання кодифікації законодавства про працю» (укр. Актуальні питання кодифікації законодавства про працю; 2001, співавтор), «Право на працю - найважливіше право для громадян» (укр. «Право на працю - найважливіше право для громадян», 2001), «Судова практика та її значення для регулювання відносин у сфері праці» (укр. «Судова практика та її значення у сфері праці», 2008, співавтор монографії), «Правова система України: історія, стан і перспективи» (2008 —українською, 2011 — російською та 2013 — англійською; співавтор 3-го тому «Цивільноправові науки»), «Розвиток трудових прав і права соціального забезпечення» (2011, співавтор), "Конституція України. Науково-практичний коментар" (2003 і 2011, співавтор). Також брав участь у написанні статей для 6-томної української «Юридичної енциклопедії» (1998-2004) .

## Нагороди
Павло Іванович Жигалкін був нагороджений наступними нагородами та відзначений званнями:
- Орден Дружби народів (1981);
- Почесне звання «Заслужений працівник народної освіти України» (Указ Президента України № 122/95 від 14 лютого 1995 р.) — «за значний особистий внесок у розвиток правових засад української державності, підготовку висококваліфікованих юридичних кадрів»[15];
- Почесна грамота Верховної Ради (2005);
- Почесний знак (орден) ІІІ ступеня Національного університету «Юридичної академії імені Ярослава Мудрого» (2011);
- Почесне звання «Заслужений професор Національної юридичної академії імені Ярослава Мудрого» (9 вересня 2011)[16][17];
- Лауреат премії імені Ярослава Мудрого, номінація «За видатні заслуги в галузі підготовки юридичних кадрів» (2012)[18].